# Aapravasi Ghat
Aapravasi Ghat (hindski za "imigracijsko stovarište") je kompleks građevina u mjestu Port Louis na otoku Mauricijusu, a koji je bio prvo i najvažnije mjesto kroz koje su britanski kolonisti uvozili radnu snagu iz Indije. Između 1849. do 1923. godine, više od pola milijuna najamnih radnika iz Indije je prošlo kroz ovo mjesto na svom putu prema plantažama širom Britanskog carstva. Indijska dijaspora je ostavila značajan trag u tim britanskim kolonijama i danas su značajan broj njihovih stanovnika upravo potomci ovih radnika. Samo na Mauricijusu je 68% stanovništva indijskog podrijetla, zbog čega se Aapravasi Ghat smatra jednim od najvažnijih mjesta za kulturni identitet i povijest Mauricijusa. To je prepoznao UNESCO kada je Aapravasi Ghat upisan na popis mjesta svjetske baštine u Africi kao "veliki eksperiment uporabe "besplatne" radne snage da se zamijeni robovska koji će postati globalni gospodarski sustav koji će dovesti do najveće imigracije stanovništva na svijetu".
Nekontrolirani urbani razvoj sredinom 20. stoljeća doveo je do djelomičnog uništenja kompleksa i danas su sačuvani ostaci samo tri njegove građevine. Zaklada Apravasi Ghat trenutačno pokušava obnoviti kompleks u njegovo stanje iz 1860-ih.

## Vanjske poveznice
- Coolitude and the symbolism of the Aapravasi ghat (engl.)
- Aapravasi ghat (fr.)

|  | Zajednički poslužitelj ima još gradiva o temi Aapravasi Ghat |